# Iglesia de Santa María (Oviedo)
La iglesia de Santa María de Oviedo era una iglesia, hoy desaparecida, situada dentro del complejo formado por la Iglesia de San Salvador, la primitiva Iglesia de San Tirso y la iglesia de Santa Leocadia.
La construcción del templo fue ordenada por Alfonso II el Casto en el siglo IX dentro de la construcción de los edificios anteriormente citados. Situada el lado septentrional de la iglesia de San Salvador. Era una basílica de tres naves con seis tramos articulados por arcos de medio punto, cabecera de planta rectangular triple con arquería ciega.
La iglesia poseía tres altares, el principal dedicado a la Virgen María y dos menores dedicados a San Esteban y San Julián.
De la iglesia se conservan tres cabezas del calvario del siglo XII colocado en la cabecera.